# Wijken en buurten in Landsmeer
De Nederlandse gemeente Landsmeer is voor statistische doeleinden onderverdeeld in wijken en buurten. De gemeente is verdeeld in de volgende statistische wijken:
- Wijk 00 Landsmeer (CBS-wijkcode:041500)
- Wijk 01 Ilpendam (CBS-wijkcode:041501)

Een statistische wijk kan bestaan uit meerdere buurten. Onderstaande tabel geeft de buurtindeling met kentallen volgens het Centraal Bureau voor de Statistiek (2008):
| CBS-buurtcode | Buurtnaam                                  | Inwonertal | Opp. totaal (ha) | Opp. land (ha) | Ligging                |
| ------------- | ------------------------------------------ | ---------- | ---------------- | -------------- | ---------------------- |
| BU04150000    | Landsmeer                                  | 1460       | 597              | 490            | Locatie in de gemeente |
| BU04150001    | Plan Centrum-Noord                         | 2710       | 67               | 62             | Locatie in de gemeente |
| BU04150002    | Plan Centrum-Zuid                          | 1640       | 21               | 20             | Locatie in de gemeente |
| BU04150003    | Plan Centrum-West                          | 2840       | 78               | 75             | Locatie in de gemeente |
| BU04150009    | Verspreide huizen ten oosten van Landsmeer | 180        | 351              | 312            | Locatie in de gemeente |
| BU04150101    | Purmerland                                 | 370        | 328              | 309            | Locatie in de gemeente |
| BU04150102    | Den Ilp                                    | 970        | 1208             | 990            | Locatie in de gemeente |